# Carmen D'Antonio

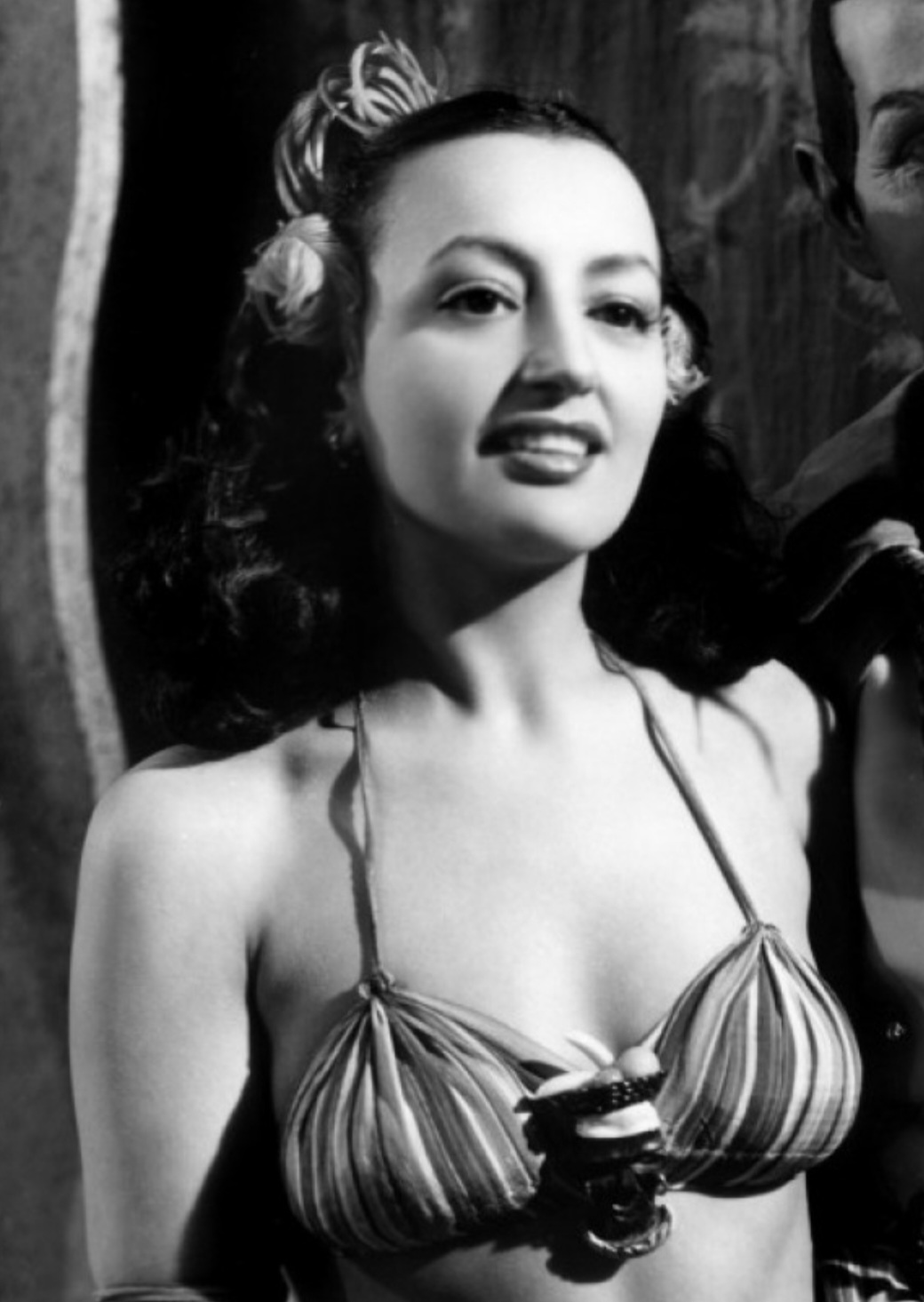
Carmen D'Antonio in Flash Gordon Conquers the Universe (1940).

Nicoletta Carmen D'Antonio (* 28. November 1911 in Philadelphia; † 9. Februar 1986 im Los Angeles County) war eine US-amerikanische Tänzerin und Schauspielerin.

## Frühes Leben
D'Antonio wurde in Philadelphia als Tochter von Carmine D'Antonio and Teresa Colantuono D'Antonio geboren. Ihr Vater wurde in Italien geboren, ihre Mutter in den USA als Tochter italienischer Eindwanderer. In der Öffentlichkeit behauptete sie, sie stamme aus einem weit entfernten Land und sei viel jünger.

## Tanz- und Schauspielkarriere
Carmen D'Antonio war eine begabte Tänzerin, deren Auftritte gewöhnlich als „exotisch“ bezeichnet wurden. Ab 1939 begann sie vor allem in Rollen als Tänzerin in Filmen aufzutreten. Bis zum Ende ihrer Karriere im Jahr 1969 wirkte D'Antonio in 37 Filmproduktionen mit.
Zu ihren Rollen gehörten etwa die einer Haremssklavin in Arabische Nächte (1942) und die der irischen Tänzerin Lola Montez in Golden Girl (1951). D'Antonio tanzte auch am Broadway in Panama Hattie (1940).
In den 1940er-Jahren drehte sie eine Reihe von kurzen exotischen Tanzfilmen mit Titeln wie „Jungle Drums Artist“ (1941), „Balinesia Artist“ (1942) und „Conchita Pepita“ (1942). In den 1950er Jahren tourte sie durch die Vereinigten Staaten und tanzte in Nachtclubs und Casinos. In den 1960er-Jahren trat sie vor allem in Fernsehsendungen auf und spielte häufig indianische Figuren in Westernfilmen wie Have Gun-Will Travel (1962, 1963), Wagon Train (1964) und Cheyenne Autumn (1964).

## Rezeption
D'Antonio trat in ihren Filmen vielfach als Bauchtänzerin, Haremssklavin und Indianerin in Erscheinung. Die Filmwissenschaftlerin Judith Christine Brown urteilt: „Sie (D'Antonio) bot Hollywood eine hübsche und generische Andersartigkeit, die seine Fantasien von Singapur, Arabien oder Marokko authentisch machen konnte“.

## Privatleben
Am 16. Dezember 1944 heiratete sie in San Francisco Karl Gustav Verner Laand.
D'Antonio starb 1986 in Los Angeles, Kalifornien.

## Filmographie
- 1939: Noch ein dünner Mann (als Tänzerin)
- 1939: Der große Bluff (als Tänzerin)
- 1940: Broadway Melodie 1940 (als Beguinen-Sängerin)
- 1940: Flash Gordon Conquers the Universe (als Mings Tanzmädchen)
- 1940: Der Weg nach Singapur (als Einheimische)
- 1940: Angels Over Broadway (als Nachtclub-Tänzerin)
- 1940: Der lange Weg nach Cardiff (als Bumboat-Mädchen)
- 1942: Arabische Nächte (als Haremssklavin)
- 1943: Coney Island (als Bauchtänzerin)
- 1944: Die Schlangenpriesterin (als Tänzerin)
- 1944: Der Kalif von Bagdad (als Bauchtänzerin)
- 1944: Die Maske des Dimitrios (als Nachtclub-Tänzerin)
- 1947: Jack Armstrong (als Leoparden-Frau)
- 1947: Hard Boiled Mahoney (als Rezeptionistin)
- 1947: Black Gold (als Mexikanerin)
- 1947: Tycoon (als Sekretärin)
- 1951: Sirocco – Zwischen Kairo und Damaskus (als Bauchtänzerin)
- 1951: Golden Girl (als Lola Montez)
- 1953: Salome (als Salomes Dienerin)
- 1953: Sins of Jezebel (als Tänzerin)
- 1953: Spur in der Wüste (als Tänzerin)
- 1953: The Steel Lady (als Bauchtänzerin)
- 1954: Menschenraub in Singapur (als Mei Ling)
- 1958: Flammen über Maracaibo (als Cabaret-Tänzerin)
- 1959: The Thin Man (Fernsehserie, als Giovanna)
- 1959: Panzerkommando (als Teresa)
- 1960: Die Saat bricht auf (als Tänzerin)
- 1961: Checkmate (Fernsehserie, als Kellnerin)
- 1962: Twilight Zone
- 1962–1963: Have Gun – Will Travel (Fernsehserie; als Satri und Cayatana)
- 1964: Wagon Train (Fernsehserie; als Olgala Stark)
- 1964: Cheyenne (als Pawnee)
- 1965: Daniel Boone (Fernsehserie; als Alice)
- 1965: Meine drei Söhne (als Alice Owlfeather)
- 1969: Lieber Onkel Bill (als Mrs. Rodriguez)
- 1969: Alexandria – Treibhaus der Sünde (Justine)